# Ticketbis
Ticketbis es una plataforma española asociada a la compra y reventa de entradas para todo tipo de espectáculos, fundada en diciembre de 2009 por Ander Michelena y Jon Uriarte. Ticketbis cuenta con más de 200 trabajadores repartidos en 10 oficinas en todo el mundo y opera actualmente en más de 20 países.[cita requerida] Actualmente[¿cuándo?] hay más de un millón de entradas disponibles para eventos de cualquier parte del mundo.[cita requerida]

## Historia
Este modelo de negocio, conocido como mercado secundario de ticketing, existe desde hace más de diez años[¿cuándo?] en Estados Unidos. La empresa StubHub, fundada en San Francisco en 2000, fue la primera compañía en el mundo que empezó a operar en este sector y adquirida por eBay en 2007 por 310 millones de dólares. 
Ticketbis se fundó en diciembre de 2009 con el objetivo de traer el mercado secundario de entradas al mundo en línea, convirtiendo la compra-venta callejera de entradas en un mercado transparente, fiable y ordenado, consolidándose de esta manera como líder en el mercado español en su primer año de vida. Gracias a sus resultados económicos, la ticketera experimentó un fuerte proceso de internacionalización siendo actualmente líder del mercado en el Sur de Europa y Latinoamérica. 
El proceso de internacionalización de Ticketbis comenzó en 2011 con el lanzamiento del portal en 6 países: Italia, Portugal, Reino Unido, Brasil, México y Argentina. Un año más tarde, en 2012, la compañía inició sus operaciones en Chile y en 2013 comenzaron a funcionar sus portales en Colombia, Perú, Venezuela, Rusia, Paraguay, Alemania y Uruguay. El último país en el que Ticketbis ha iniciado operaciones ha sido Francia, a principios de 2014.
| Año  | País                                                                |
| ---- | ------------------------------------------------------------------- |
| 2009 | España                                                              |
| 2011 | Italia · Portugal · Reino Unido · Brasil · México · Argentina       |
| 2012 | Chile                                                               |
| 2013 | Colombia · Perú · Venezuela · Rusia · Paraguay · Alemania · Uruguay |
| 2014 | Francia                                                             |

## Financiación
Ticketbis comenzó su actividad en 2009 con una inversión inicial de 400 000 €, en la que participaron los que se conocen como la triple F (friends, fools and family, en inglés, amigos, locos y familiares).
En una segunda ronda de financiación, en 2011, la startup consiguió levantar un millón de euros. Entre los primeros inversores se encontraban reputados expertos empresarios del mundo en línea, nacionales e internacionales, como Eneko Knörr -fundador y CEO de Ideateca y fundador de Hostalia-, Nicolás Iglesias, -fundador de Arsys Arsys-, Fabrice Grinda -fundador y CEO de OLX OLX-, Alec Oxenford -fundador de DineroMail- y José Marín -fundador y director general de IG Expansión-.
Un año más tarde, en 2012, Ticketbis cerró su tercera ronda de financiación, con la que obtuvo 900 000 €.
En julio de 2013, Ticketbis anunció el cierre de una ronda de capital por valor de 3,5 millones de euros.

## Partners
En 2010, NVIVO, una red social de música en directo en España, se convertía en uno de los primeros partners de Ticketbis. De esta manera, los usuarios de NVIVO podían acceder a información detallada de los conciertos así como de las entradas disponibles en el mercado secundario.
Ticketbis y Unidad Editorial firmaron un acuerdo entre 2012 y 2015 a través del cual lanzaron Mundo Entradas, fruto de un acuerdo entre el periódico El Mundo y la plataforma de compra y venta de entradas. La plataforma agrega la oferta de distintos proveedores de entradas, tanto de mercado primario como secundario.

## Resultados económicos
La compañía ha experimentado un crecimiento continúo. El primer año de actividad, la compañía facturó un millón de euros, que consiguió quintuplicar en el siguiente ejercicio, superando los 5,5 millones de euros en 2011.
En 2012 la cifra aumentó hasta los 12,5 millones de euros.
En 2013 alcanzó los 30 millones de euros de facturación.

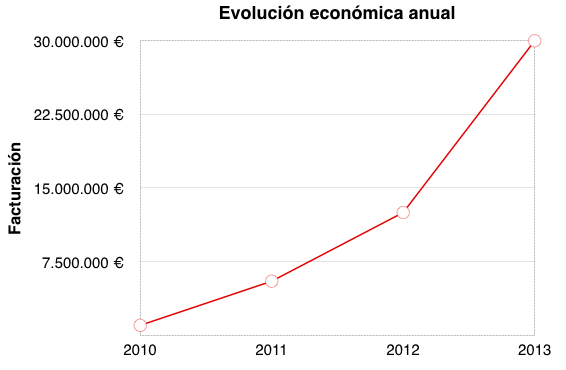
Evolución económica anual de Ticketbis.

## Cuestiones legales
El modelo de negocio de Ticketbis se engloba dentro de un movimiento económico denominado consumo colaborativo y diferentes sectores de la economía tradicional han demandado la necesidad de regulación.

## Controversias
La actividad de Ticketbis no se encuentra libre de controversia con opiniones de usuarios y medios de comunicación que expresan su acuerdo a favor de la compañía y por otro lado, detractores que consideran que el modelo de negocio de Ticketbis es una estafa.
Medios de comunicación de relevancia internacional[¿cuál?] han defendido que Ticketbis es una plataforma segura y que combate la reventa ilegal, que sucede especialmente en los partidos de fútbol, actuando como intermediario para usuarios que no pueden acudir a un evento y quienes buscan una entrada. 
Afirman que el modelo de negocio de Ticketbis se engloba dentro de la economía colaborativa o sharing economy, junto con start ups como bookcrossing, couchsurfing, Bluemove, Airbnb.
Por otra parte, existen algunos usuarios que consideran que el servicio que ofrece Ticketbis es una estafa y señalan como principales problemas los precios elevados y la falta de número de teléfono para contactar a Ticketbis.  
En plataformas de opiniones como eKomi, TuQuejaSuma y Trustpilot manifiestan su malestar.
Ticketbis, por su parte garantiza la seguridad en cada transacción y que las entradas sean válidas Archivado el 6 de marzo de 2016 en Wayback Machine.. Ante la diferencia de precios, explican que se debe a que los vendedores fijan libremente los precios.

## Premios y reconocimientos
- Ticketbis fue la ganadora de los premios Bubber[8] y Seguridad Informática de 2011 en el País Vasco.

- Premio Lanekintza al Mejor Proyecto Emprendedor del Ayuntamiento de Bilbao 2009.

- En marzo de 2012 la ticketera recibió el premio a la Mejor Campaña de Social Media en los e-Awards de Barcelona que consiguió llegar a las semifinales de la Copa del Rey en 2012.[9] por su campaña de apoyo al equipo de Miranda de Ebro[10]

- Ticketbis fue escogida por la Fundación "la Caixa" como una de las veinte mejores startups españolas en la categoría Creces en 2012. Una de las 41 empresas con mayor potencial de crecimiento en España en el Premio Emprendedor XXI.[11]

- En febrero de 2014 la empresa recibe el Premio a la trayectoria empresarial start-up que otorga la Diputación Foral de Vizcaya.[12]